# خوان كانيلاريا
خوان كانيلاريا هو سياسي أمريكي، ولد في 27 أكتوبر 1970 في Hatillo, Puerto Rico ‏ في الولايات المتحدة. نشط حزبياً في الحزب الديمقراطي. وقد انتخب عضو مجلس نواب كونيتيكت ‏.